# تشارلز كالفرت (لاعب كريكت)
تشارلز كالفرت (بالإنجليزية: Charles Calvert)‏ (12 يونيو 1825 في الإمبراطورية الرومانية - 9 أبريل 1882) هو لاعب كريكت بريطاني (وحمل سابقاً جنسية المملكة المتحدة لبريطانيا العظمى وأيرلندا).

## وصلات خارجية
- تشارلز كالفرت (لاعب كريكت) على موقع إي آس بي آن كريك إنفو (الإنجليزية)